# RR (EP)
RR (estilizado como RЯ o R∞Я) es un extended play (EP) colaborativo de la cantante española Rosalía y el cantante puertorriqueño Rauw Alejandro. Fue lanzado el 24 de marzo de 2023.

## Antecedentes
Se rumoreó por primera vez que Rosalía y Alejandro estaban saliendo en agosto de 2021 después de que los paparazzi los vieran juntos en público. Confirmaron su relación al mes siguiente con fotos de los dos celebrando juntos el vigesimonoveno cumpleaños de Rosalía. En mayo de 2022, Alejandro le dijo a Billboard que habían estado trabajando juntos en el estudio y tenían material con planes de lanzarlo. Rosalía lo confirmó en su propia entrevista con Billboard en noviembre. El proyecto se anunció el 13 de marzo de 2023, con la portada, la lista de canciones y la fecha de lanzamiento publicadas en sus redes sociales.

## Promoción
«Beso» fue lanzado como el sencillo principal del EP el mismo día del lanzamiento del proyecto. Un videoclip acompañante muestra una recopilación de momentos entre ambos artistas y termina con Rosalía revelando un anillo de diamante en su dedo, confirmando que ambos artistas están comprometidos.
Un videoclip de «Vampiros» fue publicado en YouTube el 13 de abril de 2023. Fue dirigido por Stillz y cuenta con ambos artistas como vampiros paseando por diversas calles de Barcelona durante la noche.

## Lista de canciones
Todas las canciones fueron escritas por Raúl Alejandro Ocasio y Rosalía Vila Tobella y producidas por Rosalía, Alejandro, Dylan Patrice y Noah Goldstein.

| RR   |            |          |  |
| N.º  | Título     | Duración |  |
| 1.   | «Beso»     | 3:14     |  |
| 2.   | «Vampiros» | 2:56     |  |
| 3.   | «Promesa»  | 3:16     |  |
| 9:26 |            |          |  |